# Pieśni Ludu Polskiego w Górnym Szląsku
Pieśni Ludu Polskiego w Górnym Szląsku – zbiór regionalnych pieśni polskich zebranych na Dolnym oraz Górnym Śląsku w połowie XIX wieku przez niemieckiego etnografa Juliusa Rogera  .

## Historia
Jego autorem był niemiecki lekarz oraz przyrodnik Juliusz Roger, który prowadził praktykę lekarską na Górnym Śląsku od 1847 roku, pełniąc funkcję przybocznego lekarza księcia raciborskiego Wiktora I . Roger z zamiłowania był także działaczem społecznym oraz etnologiem interesującym się regionalnym folklorem. Zamieszkał na stałe w Rudach Wielkich pod Raciborzem. Od miejscowej ludności wśród której prowadził działalność charytatywną nauczył się języka polskiego. W latach 1847–1865 zbierał lokalne pieśni, które wydał w języku polskim własnym nakładem w 1863 roku we Wrocławiu .

## Zawartość
Zbiór zawiera 546 śląskich pieśni ludowych wraz z zapisem nutowym. Piosenki autor dzieli na grupy tematyczne wg systematyki mieszanej, zestawiając w grupy pieśni myśliwskie, miłosne czy pijackie. Książka zawiera skorowidz w układzie alfabetycznym z incipitami tekstów, od których zaczynają się piosenki, traktowanymi jako tytuły.

### Zasięg pochodzenia
Pieśni zamieszczone w zbiorze autor zbierał podczas swoich podróży na terenie Górnego Śląska, głównie na terenie ziem należących do księcia raciborskiego stanowiących dawne Księstwo opolsko-raciborskie. W zbiorze zawartych jest w sumie 546 piosenek ludowych z ówczesnych powiatów: opolskiego, oleskiego, strzeleckiego, rybnickiego, raciborskiego, lublinieckiego, pszczyńskiego, bytomskiego, kozielskiego, gliwickiego, kluczborskiego, prudnickiego. Wymienione zostały również pieśni z konkretnych lokalizacji z Cieszyna, Olesna, Oławy oraz Głogówka . Część pieśni zdobył dzięki współpracy z innymi folklorystami działającymi na Śląsku. Pieśni zebrane w rejonie Międzyborza przez polskiego pastora Roberta Fiedlera otrzymał od wrocławskich slawistów.

### Znane powszechnie pieśni ze zbioru
Niektóre pieśni ze zbioru, po raz pierwszy zanotowane, bardzo się rozpowszechniły i weszły do obiegowego repertuaru. Najbardziej znaną pieśni jest Poszła Karolinka do Gogolina, która miała pierwotnie odmienny tekst niż obecnie. Roger zanotował trzy wersje tej pieśni. W jednej z nich Karolinka poszła do Bogumina leżącego na Śląsku Cieszyńskim a obecnie w Czechach. W zbiorze występuje także tekst i melodia innych znanych obecnie pieśni: „Zielony mosteczek”, „Ja do lasu nie pojadę”, „Wędrowali Rusy”, „Szła dzieweczka do gajeczka do zielonego”.
W zbiorze znajduje się także pieśń zanotowana w dialekcie dolnośląskim pt. „We Wrocławiu na rynecku”.

## Recepcja
Zbiór stanowi ważny zapis etnograficzny śląskiego folkloru. Paweł Stalmach, który korespondował z Rogerem zamieścił omówienie publikacji w „Gwiazdce Cieszyńskiej”: „...w zbiorze tym są prawdziwie śląskie pienia, z których ledwie kilka już indziej drukowano i wydawca zasługuje przeto na prawdziwą wdzięczność Ślązaków, że ten płód ich życia narodowego do publiczności podał”.
Wychodzący w Warszawie „Tygodnik Illustrowany” w 1866 r. pisał z kolei: „Dziwna to a niepochlebna rzecz, iż Szlązk nie zdobył się dotąd na obszerniejszy zbiór pieśni ludowych. Pojedyncze usiłowania Lompy nie mogły dokonać tego. Dopiero p. Juliusz Roger, Bawarczyk, lekarz osiadły na praktyce w Rudach, wydał w 1863 r. we Wrocławiu zbiór powyżej przytoczony. Dzieło to w 18 oddziałach, jako to: pieśni wojackie, myśliwskie, pasterskie i t. d., obejmuje 546 pieśni, których tekst i nuty po większej części żywcem zebrane z ust ludu. Podziwiać należy jak głęboko wniknął p. Roger w ducha języka polskiego, jak dokładnie go wystudyował; w kilku jedynie miejscach czuć rękę cudzoziemską.”

## Wydania
W języku polskim:
- Książka wydana została ponownie w polskiej edycji we Wrocławiu w roku 1880 przez A. Hepnera[10] [11].
- W 1976 techniką światłodruku wydano reprint dzieła z naukowym wstępem Piotra Świerca[3].

Pieśni zebrane przez Rogera spotkały się również z zainteresowaniem niemieckich folklorystów, którzy przetłumaczyli na język niemiecki wiele z nich.
- Dwadzieścia pięć pieśni zebranych przez Rogera przetłumaczył Hoffman von Fallersleben w opublikowanym w Kassel w 1865 roku dwujęzycznym, polsko-niemieckim zbiorze pt. „Ruda. Polnische Volkslieder der Oberschlesier”[13] .
- Dwieście pieśni przetłumaczył na język niemiecki nauczyciel z Raciborza Emil Erbrich, który opublikował je we Wrocławiu w 1891 roku w niemieckojęzycznym zbiorze pt. „Straduna; polnische Volkslieder der Oberschlesier”[14] .
- Erbrich opublikował również dwa wydania przetłumaczonych przez siebie pieśni Rogera w zbiorach zatytułowanych „Album polnischer volkslieder der Oberschlesier”. Pierwsza edycja w 1869 roku zawierająca 59 pieśni oraz druga z 1891 licząca 109 z nich[15] [16].